# (39339) 2002 AD32
(39339) 2002 AD32 es un asteroide perteneciente al cinturón de asteroides, descubierto el 8 de enero de 2002 por el equipo del JPL/NEAT desde el Observatorio de Haleakala, Hawái, Estados Unidos.

## Designación y nombre
Designado provisionalmente como 2002 AD32.

## Características orbitales
(39339) 2002 AD32 está situado a una distancia media del Sol de 3,181 ua, pudiendo alejarse hasta 3,590 ua y acercarse hasta 2,773 ua. Su excentricidad es 0,128 y la inclinación orbital 2,549 grados. Emplea 2072,72 días en completar una órbita alrededor del Sol.
Los próximos acercamientos a la órbita de Júpiter ocurrirán el 24 de septiembre de 2033, el 28 de junio de 2044 y el 2 de abril de 2055.
Pertenece a la familia de asteroides de (24) Themis.

## Características físicas
La magnitud absoluta de (39339) 2002 AD32 es 14,99. 